# Torciîn, Volodarsk-Volînskîi
Torciîn (în ucraineană Торчин) este un sat în comuna Berezivka din raionul Volodarsk-Volînskîi, regiunea Jîtomîr, Ucraina.

## Demografie
Componența lingvistică a localității Torciîn
     Ucraineană (97,04%)
     Rusă (1,78%)
Conform recensământului din 2001, majoritatea populației localității Torciîn era vorbitoare de ucraineană (97,04%), existând în minoritate și vorbitori de rusă (1,78%) și polonă (1,18%).